# Joyce Borenstein
Pour les articles homonymes, voir Borenstein.
Joyce Borenstein est une réalisatrice et animatrice canadienne. Elle travaille dans le domaine de l'animation indépendante dans les années 1970 avant de rejoindre l'Office national du film du Canada dans les années 1980. Elle y réalisera son film le plus connu, le court métrage d'animation The Colours of My Father: A Portrait of Sam Borenstein (en) (1992), nommé pour un Oscar du meilleur court métrage documentaire à la 65e cérémonie des Oscars. En 1970, Joyce Borenstein remporte un prix d'originalité au Canadian International Amateur Film Festival (CIAFF) pour son film Tricycle, et en 1983 elle gagne le Grand prix de Montréal au Festival des films du monde de Montréal pour The Plant (1983) qu'elle co-réalise avec Thomas Vamos.

## Enfance et éducation
Joyce Borenstein est née à Montréal, au Québec. Elle est la fille de Sam Borenstein (en) et Judith Borenstein, deux peintres dont les œuvres respectives figurent dans ses films The Colours of My Father: A Portrait of Sam Borenstein (1992) et Mother's Colors (2011). En 1971, elle obtient un baccalauréat en anglais et en musique à l'Université McGill, puis sa maîtrise en cinéma d'animation et effets spéciaux à l'Institut of the Arts de Californie en 1974. De 1975 à 1976, elle enseigne le cinéma d'animation à l'école du Musée des beaux-arts de Montréal.

## Carrière
De son premier film, Tricycle (1970), à son dernier,Mother's Colours (2011), la carrière de Joyce Borenstein en tant que réalisatrice et animatrice s'étend sur plus de quatre décennies. Elle commence l'animation en tant qu'indépendante dans les années 1970, remportant plusieurs prix de films étudiants. Ce n'est qu'en 1980 qu'elle entre à l’Office national du film (ONF). À la même époque, Joyce Borenstein devient membre du comité de publication de l'International Animated Film Association (ASIFA) du Canada, un bulletin d'information axé principalement sur l'activité des membres canadiens de l'association, dont beaucoup sont associés aux studios d'animation de l'ONF. Le travail de Joyce Brenstein a été diffusé par Quickdraw Animation Studios et a parcouru plusieurs festivals nord américains et européens, notamment les Prix Génie, le Columbus International Film & Video Festival, et le Festival des films sur l'art de Lausanne, en Suisse. Elle est scénariste et opératrice caméra sur la majorité de ses films. Depuis 1980, Joyce Borenstein occupe un poste de professeur en cinéma d'animation à l'Université Concordia.

## The Colours of My Father: A Portrait of Sam Borenstein
Sorti en 1992, le documentaire autobiographique The Colours of My Father: A Portrait of Sam Borenstein (Les couleurs de mon père: un portrait de Sam Borenstein) est le film de Joyce Borenstein qui remporte le plus grand succès. Co-produit par l'Office national du film et Imageries P.B. Ltée, le film décrit en détail la vie et la carrière de son père, décédé en 1979, qui a travaillé de façon intermittente comme peintre alors qu'il vivait à Montréal. Joyce Borenstein, qui a scénarisé et réalisé le court métrage, utilise différentes techniques et mêle documentaire et animation. Elle y montre des entretiens avec sa mère, Judith, des documents d'archives (tels que des extraits de journaux intimes de Sam Borenstein réinterprétés par la voix-off d'un acteur et utilisés comme fil narratif), ainsi qu'un mélange de ses propres animations avec des images tirées du travail de son père et des séquences filmées se déroulant à Montréal et dans les Laurentides. Le film est nommé pour un Oscar du meilleur court métrage documentaire lors de la 65e cérémonie des Oscars et pour le meilleur court métrage documentaire de la 12e édition des Prix Génie.

## Filmographie
| Année | Titre                                                  | Récompenses |
| ----- | ------------------------------------------------------ | --- |
| 1970  | Tricylcle                                              | Prix de l'originalité (Gagnant), Canadian International Amateur Film Festival                                                                     |
| 1972  | Opus 1                                                 | |
| 1973  | The Unexpected Answer: Hommage to René Magritte        | |
| 1974  | Revisited                                              | Premier Prix (Gagnant), Canadian Student Film Festival                                                                                            |
| 1976  | Traveller's Palm                                       | |
| 1977  | Onions and Garlic                                      | |
| 1978  | The Magic Hatbox                                       | |
| 1981  | Five Billion Years                                     | |
| 1983  | La Plante                                              | Grand prix de Montréal (Gagnant), Festival des films du monde de Montréal                                                                         |
| 1984  | The Prophet                                            | |
| 1987  | The Man Who Stole Dreams                               | |
| 1992  | The Colours of My Father: A Portrait of Sam Borenstein | Meilleur court métrage documentaire (Nommé), 65e cérémonie des Oscars                                                                             |
| 1997  | One Divided by Two: Kids and Divorce                   | Meilleur film d'animation (Gagnant), Festival de Santa Barbara Meilleur film éducatif (Gagnant), Association of Media and Technology in Education |
| 2004  | Kuujuaq Diary                                          | |
| 2011  | Mother's Colours                                       | |
| 2017  | Lida Moser Photographer                                | |

## Livres pour enfants
- Cat and Bear (2003), auteure et illustratrice.